# Reid Klopp
Reid William Klopp (ur. 2 czerwca 1984 w Salisbury) – piłkarz z Wysp Dziewiczych Stanów Zjednoczonych pochodzenia amerykańskiego występujący na pozycji pomocnika.

## Kariera klubowa
Klopp pochodzi z miasta Salisbury położonego w amerykańskim stanie Maryland. Uczęszczał do tamtejszej Parkside High School, gdzie występował w drużynie piłkarskiej. Przez cztery sezony był zawodnikiem uniwersyteckiego zespołu Salisbury Sea Gulls z placówki Salisbury University. W późniejszym czasie znalazł pracę na Wyspach Dziewiczych Stanów Zjednoczonych i grał w lokalnej ekipie Free Will Baptist.

## Kariera reprezentacyjna
W seniorskiej reprezentacji Wysp Dziewiczych Stanów Zjednoczonych Klopp zadebiutował 3 lipca 2011 w wygranym 2:0 spotkaniu z Brytyjskimi Wyspami Dziewiczymi w ramach eliminacji do Mistrzostw Świata 2014. Było to zarazem pierwsze od trzynastu lat i drugie w historii zwycięstwo jego kadry narodowej. W tym samym meczu strzelił także premierowego gola w reprezentacji. Wpisał się także na listę strzelców w wygranej 2:1 konfrontacji rewanżowej z tym samym przeciwnikiem. Zawodnicy Wysp Dziewiczych Stanów Zjednoczonych nie zdołali się jednak zakwalifikować na mundial.